# NGC 2506
Az NGC 2506 (más néven Caldwell 54) egy nyílthalmaz az Egyszarvú csillagképben.

## Felfedezése
Az NGC 2506 nyílthalmazt William Herschel fedezte fel 1791-ben.

## Tudományos adatok
A halmaz Trumpler-osztálya I 2 r.